# Bahnhof Vorwohle
Der Bahnhof Vorwohle ist ein ehemaliger Anschlussbahnhof und heute eine Überleitstelle an der Bahnstrecke Langeland–Kreiensen (km 128,6 von Helmstedt). Sie befindet sich etwa zwei Kilometer nordwestlich der Ortschaft Vorwohle an der Grenze zur Gemeinde Lenne.

## Geschichte
Der an der 1864 eröffneten Strecke Langeland–Kreiensen liegende Bahnhof Vorwohle wurde mit der Eröffnung der Vorwohle-Emmerthaler Eisenbahn (VEE) ab dem 9. Oktober 1900 zum Anschlussbahnhof. 
Der Bahnhof verfügte über den Hausbahnsteig und einen teilweise überdachten Mittelbahnsteig zwischen den Gleisen 2 und 3. Nördlich davon befanden sich zwei Übergabegleise. Eigene Bauwerke der VEE gab es nicht. Die Personenzüge der VEE begannen und endeten an Gleis 3. 1966 wurde der Personenverkehr auf der VEE eingestellt, 1974 gab es noch fahrplanmäßig einmal täglich einen Zug der Vorwohle-Emmerthaler Verkehrsbetriebe, der Auffanggesellschaft der VEE. Es gab aber weiterhin auch Sonderzüge auf dieser Strecke. 1992 endete die Übergabe von Güterwagen. Bis 1982 waren in Vorwohle die mechanischen Stellwerke Vwf (errichtet 1923) und Vo (errichtet 1922) im Einsatz. Sie wurden 1982 durch das Relaisstellwerk Vf ersetzt. Am 18. Oktober 2008 wurde die Besetzung dieses Stellwerks beendet und das aus Göttingen im Harz-Weser-Netz bediente elektronische Stellwerk in Betrieb genommen.
Die Bahnstrecke aus Emmerthal war seit 2002 nicht mehr an die Bahnstrecke nach Kreiensen angeschlossen und wurde unter dem Kürzel HVOWD (Deutsche Eisenbahn-Betriebsgesellschaft) als eine separate Betriebsstelle in Vorwohle geführt. Im Mai 2006 wurde die Strecke entwidmet, in der Folge wurden alle Nebengleise zurückgebaut. Heute dient der ehemalige Bahnhof nur noch als Überleitstelle, Personenverkehr findet nicht mehr statt. Ein Vorschlag zur Wiederaufbau des Personenverkehrs am Standort im Rahmen der Reaktivierungsplanungen des Landes Niedersachsen wurde 2015 abgelehnt.
Das ehemalige Empfangsgebäude an der Adresse „Zum Bahnhof 1“ steht unter Denkmalschutz. Das Bahnsteigdach des Mittelbahnsteiges wurde circa 2020 demontiert.

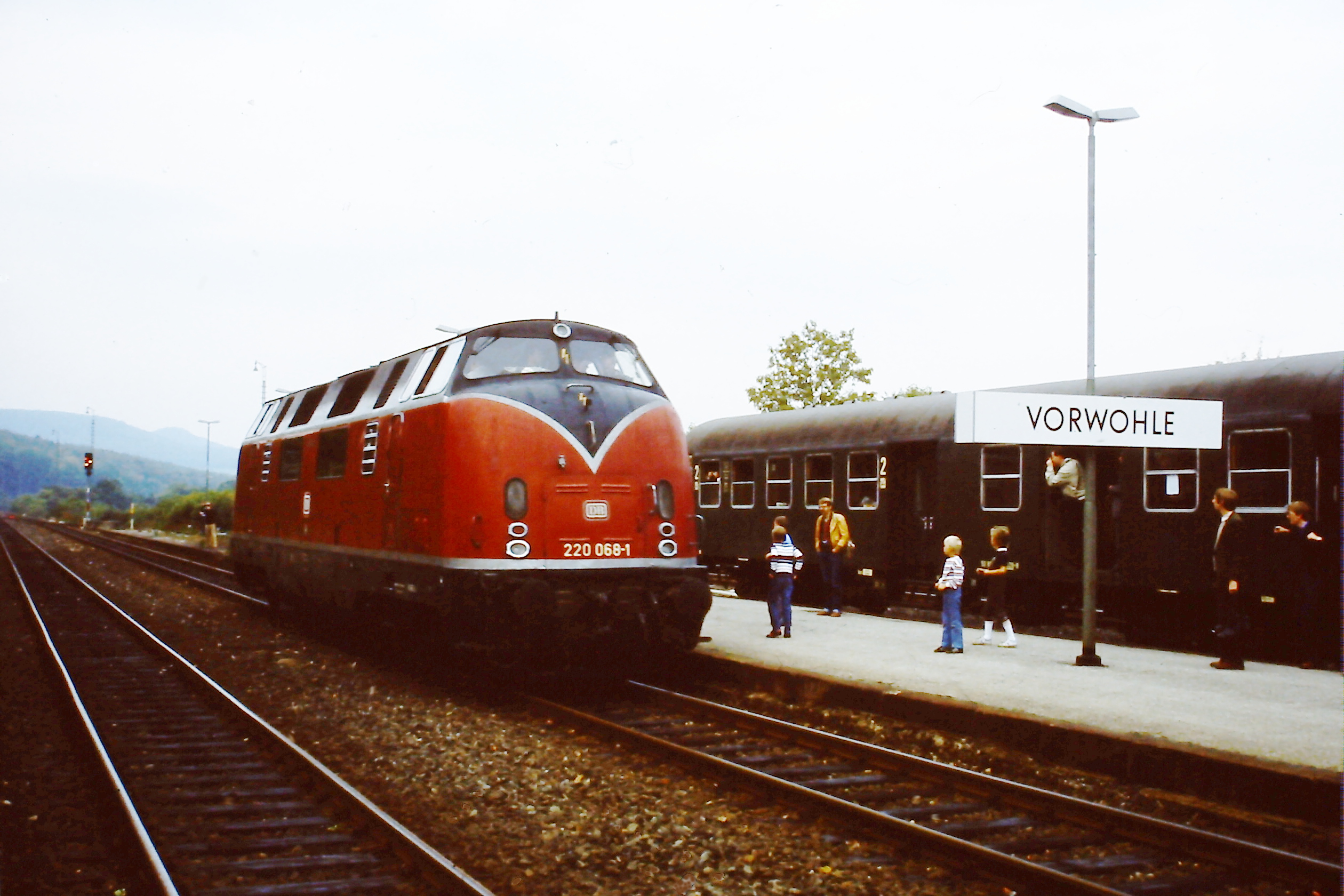
Mittelbahnsteig, 1982